# رودريغو أريناس بيتانكور
رودريغو أريناس بيتانكور (بالإسبانية: Rodrigo Arenas Betancourt)‏ (1919 - 1995)، هو كاتب ونحات كولومبي. ويعد من أشهر نحاتي كولومبيا وأبرز كتابها.
ومن أعماله في مجال النحت «نصب بوليفار» في مدينة بيريرا، ومن كتبه: «خطوات محكوم» ويروي فيه تجربة ذاتية حين تعرض للخطف بواسطة مجموعة مجهولة.